# План «Дропшот»
Операция «Дропшот» (англ. Operation Dropshot) — разработанный в США план нанесения ядерного удара по территории СССР. Согласно концепции, удар планировался для противодействия предполагаемому вторжению СССР в Западную Европу, Ближний Восток и Японию. План был утверждён Комитетом начальников штабов США 19 декабря 1949 года и не был реализован по совокупности причин.  
Согласно плану, по СССР должен был быть нанесён удар 300 ядерных бомб и 29 тыс. фугасных бомб по 200 целям в 100 городах и посёлках, чтобы одним ударом уничтожить 85 процентов промышленного потенциала Советского Союза. От 75 до 100 из 300 ядерных бомб были нацелены на уничтожение советских боевых самолётов на земле.
По концепции, союзниками США в конфликте выступают члены НАТО, а также часть гоминьдановского Китая, Филиппины и все страны Британского содружества, кроме Индии и Пакистана.

## Предшествовавшие планы на случай войны с СССР
Первый американский план на случай войны с СССР, план «Тоталити», был разработан ещё в конце 1945 года в штабе Эйзенхауэра. Активная разработка военных планов началась после начала блокады Западного Берлина, начавшейся 21 июня 1948 года. Немедленно был составлен план войны с СССР «Чариотир», который, однако, не был приведён в действие президентом Трумэном. 18 августа Совет национальной безопасности США издал меморандум «Задачи в отношении СССР» (СНБ 20/1). Меморандум, составленный по заказу министра обороны Джеймса Форрестола, должен был определить долгосрочные цели и задачи американской политики в отношении СССР.

## Подробности плана

### Базовые допущения
- Дата начала войны между США и СССР — 1 января 1957 года. Причина — акт агрессии, нападение СССР или его союзников.
- На стороне СССР будут: Польша, Финляндия, Чехословакия, Венгрия, Югославия, Албания, Румыния, Болгария, Монголия, Маньчжурия, Корея, коммунистический Китай. Согласно плану, Югославия постарается быть нейтральной и даже, возможно, окажет сопротивление вторжению СССР или его союзников.
- Союзниками США выступят страны НАТО, гоминьдановский Китай, страны Британского содружества, кроме Индии и Пакистана, Филиппины.
- Нейтральными останутся: Ирландия, Испания, Швейцария, Швеция, Греция, Турция, арабские страны, Израиль, Иран, Индия, Пакистан. Предполагалось также, что эти страны скорее уступят военной оккупации любой из сторон, нежели будут активно сопротивляться вторжению[5].

### Дополнительные допущения
Дополнительные допущения касались темпов развития и вооружения советских войск, а также темпов мобилизации войск НАТО и СССР, так и экономической ситуации в США и доступности ближневосточных энергоресурсов для нужд союзников.

### Основные стратегические требования
Основные стратегические требования плана были следующими:
1. Оборона от советского наступления в Западной Европе на рубеже Рейн — Альпы — Пьяве, оборона от советского вторжения на Ближний Восток через Иран и Турцию, оборона от советского вторжения в Японию при одновременном нанесении авиаударов ядерными и обычными бомбами по объектам на территории СССР, его союзников и на оккупированных СССР территориях.
2. Продолжение авиаударов, продолжение обороны, интенсификация психологической и экономической войны, подпольной борьбы в советском тылу.
3. Массированное наступление в Европе с целью отрезать и уничтожить советские войска, продолжение наступления для принуждения СССР к капитуляции.
4. Оккупация территории СССР и его союзников.

Нанесение многочисленных ядерных ударов по правительственным и промышленным центрам, ввиду нахождения многих из них в густонаселённых городах, неизбежно подразумевало уничтожение десятков миллионов мирных советских граждан.

## Ответные меры СССР
Проблема неприемлемого для противника ответного удара встала во весь рост. Сложность её решения состояла в том, что американцы собирались бомбардировать нас ядерным оружием с европейских баз, а мы могли остановить их только возможностью ответных бомбардировок непосредственно по территории США. Ракеты-носители, как известно, появились на вооружении в советских войсках только в 1959 году. На момент же разворачивания операции «Дропшот» мы могли уповать только на дальнюю авиацию.
После секретного испытания первой советской атомной бомбы 1 сентября 1949 года американские военные зафиксировали радиоактивные следы ядерного испытания в пробе воздуха при совершении планового полёта над Тихим океаном. После этого стало понятно, что безвозмездный удар с этого момента невозможен.
26 сентября 1956 года мы выполнили полёт на дальность, соответствующую расстоянию до США и обратно, с дозаправкой в воздухе. С этого момента можно считать, что ядерный шантаж США в отношении СССР окончательно потерял всякий смысл. За ходом испытаний лично следил Н. С. Хрущёв, и когда они закончились, была организована утечка информации о том, что СССР теперь имеет возможность ответного удара возмездия.
— Турченко Сергей, военный обозреватель

### Комментарии
1. ↑  На момент разработки плана — Канада, Великобритания, Франция, Бельгия, Нидерланды, Люксембург, Италия, Норвегия, Дания, Исландия и Португалия.